# Геркулес Фарнезский
Геркуле́с Фарне́зский (итал. L'Ercole Farnese) — одна из наиболее знаменитых скульптур античности. Экспонируется в Национальном археологическом музее в Неаполе.

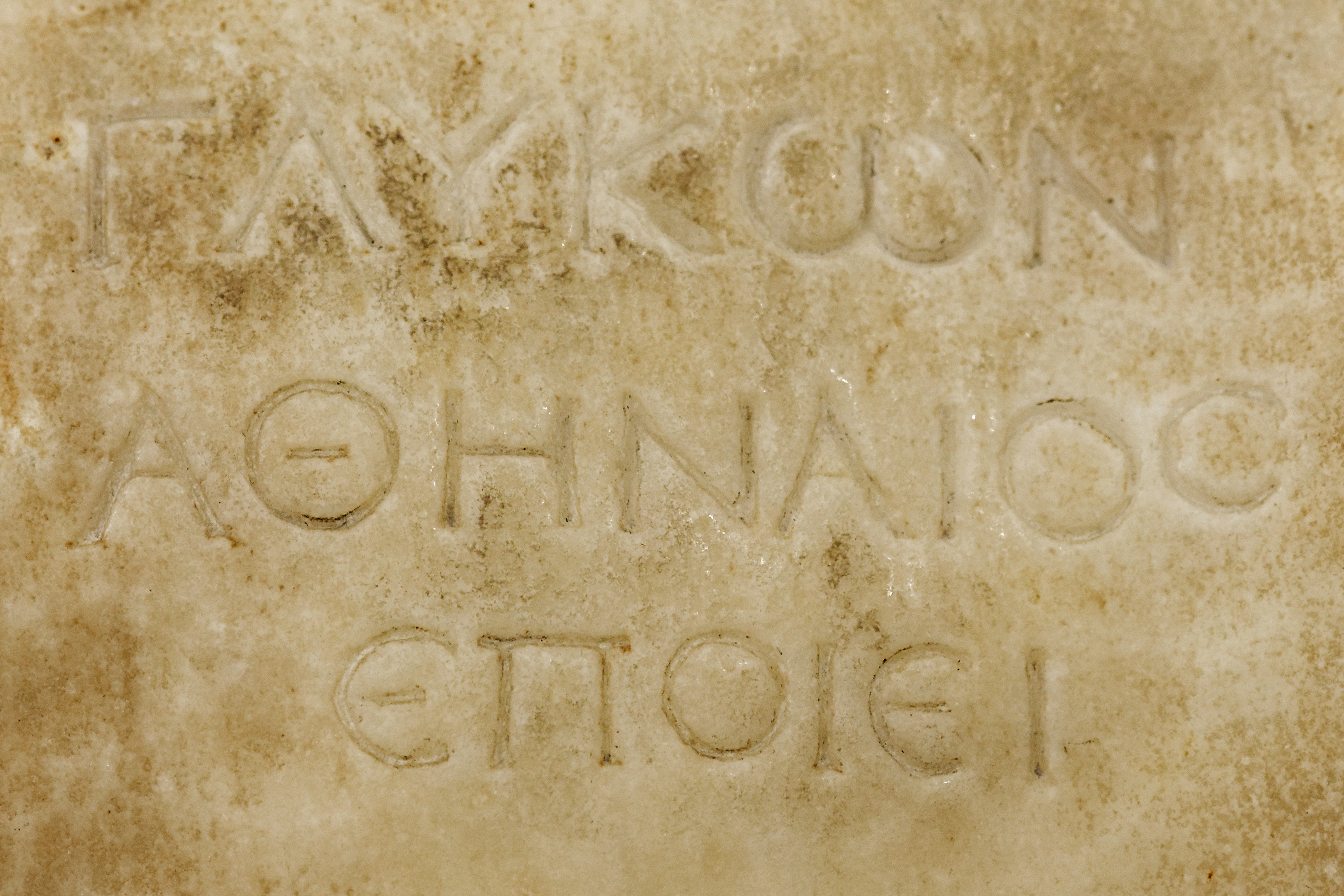
Сигнатура скульптора Гликона Афинского

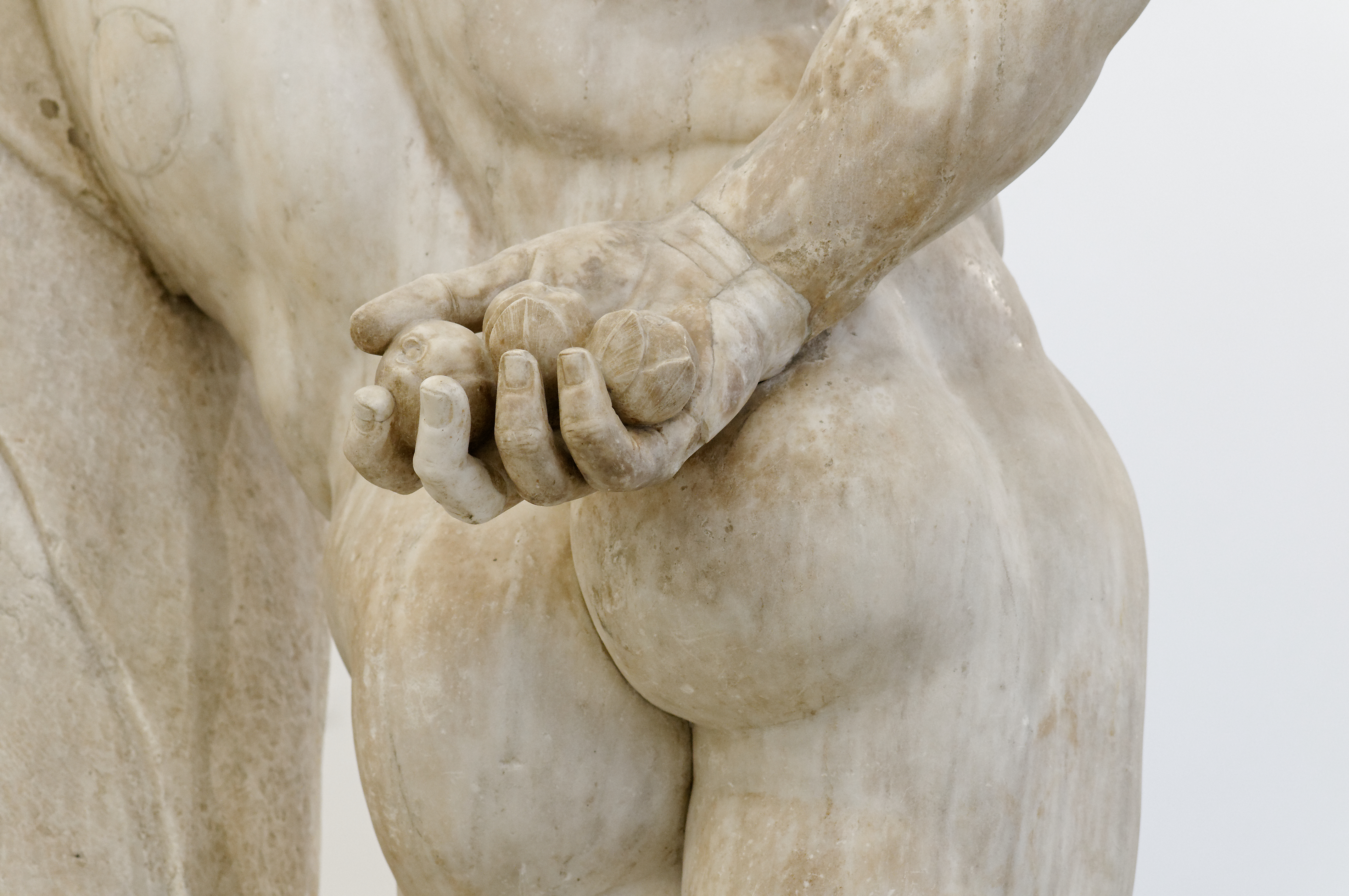
Геркулес Фарнезский. Деталь с яблоками Гесперид

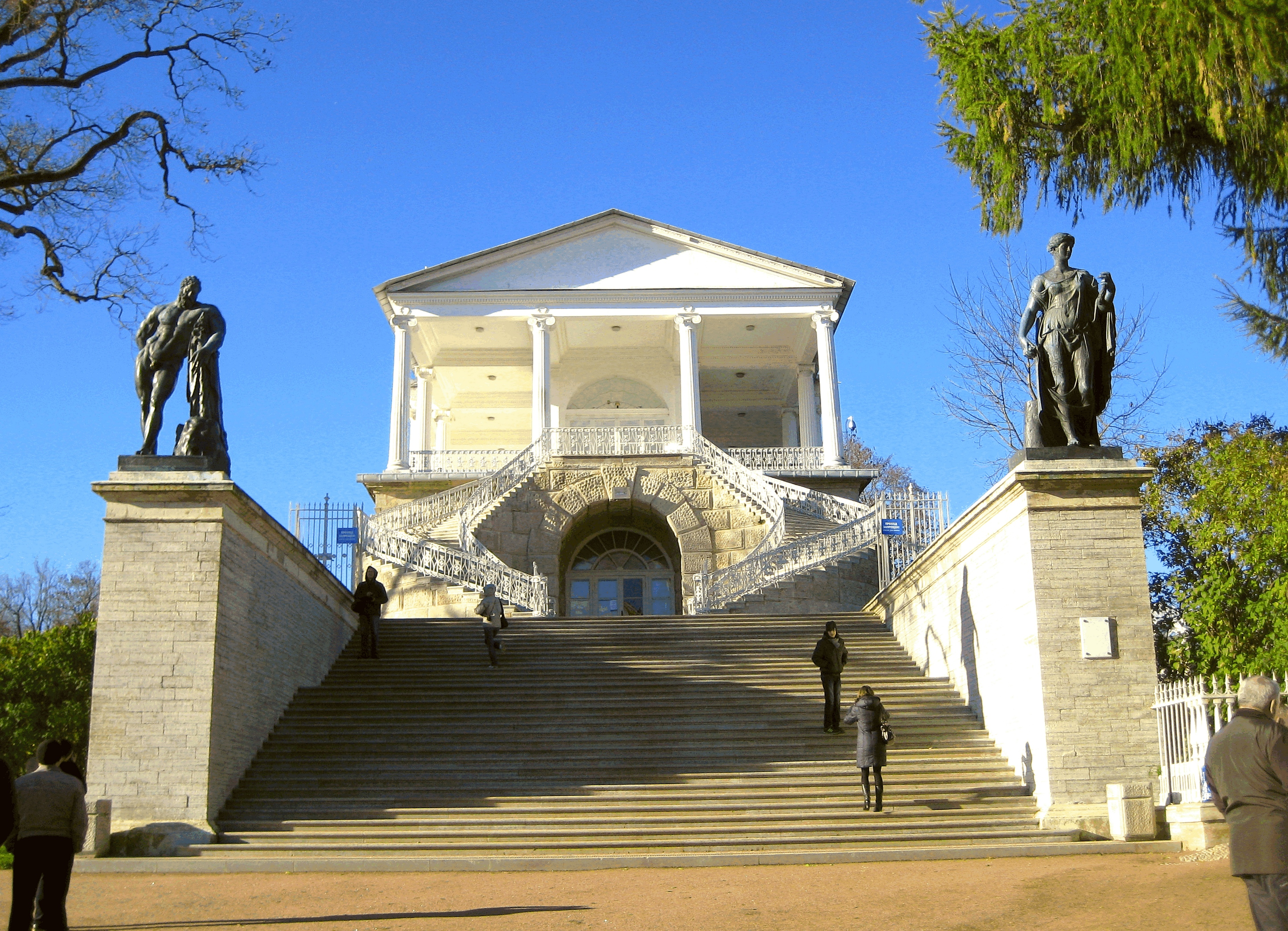
Статуи Геркулеса и Флоры Фарнезских на пилонах Камероновой галереи в Царском Селе

Скульптура изображает древнегреческого героя Геракла (у римлян: Геркулес), опирающегося на палицу, поверх которой накинута шкура Немейского льва. В правой руке, отведённой за спину, Геракл держит три яблока, это позволяет предположить, что скульптор запечатлел героя после совершения одного из его двенадцати подвигов — похищения яблок Гесперид. Тема отдыхающего героя «в расслабленной, меланхоличной позе» нетипична для классического периода, когда героев и богов изображали «экспрессивными и триумфальными, демонстрирующими силу и величие». Данное обстоятельство подтверждается сигнатурой на «скале» статуи: «Гликон из Афин сделал».
Скульптор Гликон работал в Афинах в начале III в. н. э.. Выезжал для выполнения заказов в другие города. Бывал и в Риме. Гликон не создавал оригинальных произведений, а, по традиции мастеров неоаттической школы, делал копии с классических произведений аттических мастеров. Статуя выполнена из мрамора по бронзовому оригиналу IV века до н. э. работы известного древнегреческого скульптора Лисиппа из Сикиона (ок. 320 г. до н. э.). Необычен её огромный размер: 3,17 м. Оригинал статуи не сохранился.
Тип изображения Геракла, созданный Лисиппом, насколько можно судить по позднейшим повторениям, отличается гипертрофированной мускулатурой и странной диспропорцией — маленькой головой, чертами, типичными для позднего периода античной классики и начала эллинизма (непропорциональная левая рука является результатом плохой реставрации). Не случайно в зале Неаполитанского музея, где экспонируются огромные статуи Геркулеса и Флоры Фарнезских, помещена большая многофигурная группа, знаменитое произведение эпохи эллинизма родосской школы — Фарнезский бык.

## История скульптуры
По сообщению Страбона большая бронзовая статуя Геракла работы Лисиппа находилась в Таренте (южная Италия) на Акрополе. Римский консул Фабий Максим после взятия города в 209 г. до н. э. увёз статую в Рим и установил её на Капитолии. По другим данным, статуя Геракла осталась на месте, а в 325 г. н. э. была перевезена императором Константином в Виза́нтий (с 330 г. Константинополь). Переплавлена крестоносцами в 1205 году во время разграбления Константинополя. Ранее копия из мрамора была сделана скульптором Гликоном для Терм Каракаллы на Авентине в Риме, где она и была обнаружена в 1546 году.
Сохранилось двадцать пять мраморных реплик (нет достаточных оснований говорить о копиях) знаменитой скульптуры римского времени.
Статуя Геркулеса, получившая позднее название Фарнезской, была обнаружена в 1546 году при раскопках руин Терм Каракаллы на Авентине в Риме, организованных папой Павлом III (Алессандро Фарнезе). Левая рука и ноги по колено были утрачены. Воссозданы скульптором Гульельмо делла Порта (подлинные ноги были обнаружены позднее). В Неаполитанском музее, в том же зале, напротив Геркулеса установлена такая же огромная статуя Флоры Фарнезской, которую со временем стали считать парной к Геркулесу, однако её происхождение неизвестно, а атрибуция до настоящего времени вызывает споры. Многие специалисты считают скульптуру изображением Афродиты (букет цветов в руке был добавлен в XIX веке). Название «Фарнезская» также появилось позднее по месту хранения в Неаполитанском музее.
«Геркулес» пополнил коллекцию античных скульптур герцога Алессандро Фарнезе, племянника папы Павла III. Прежде чем занять место в музейной экспозиции в Неаполе, статуя размещалась в личных покоях герцога в Палаццо Фарнезе в Риме, где, по свидетельству Джорджо Вазари, её окружали фрески с изображением подвигов герцога, выполненные Федерико Цуккаро в 1566—1569 годах.
В 1787 году, благодаря наследству, полученному Карлом Бурбонским, королём Испании, королём Неаполя и Сицилии (под именем Карла VII) в 1734—1759 годах, сыном Елизаветы Фарнезе (Пармской), супруги Филиппа V Испанского, уникальная античная коллекция семьи Фарнезе была перенесена в Неаполь и помещена сначала во дворец Каподимонте, со временем переоборудованном в музей. Другая позднеантичная реплика Геракла Лисиппа (Ercole Latino) хранится с 1788 года в Королевском дворце в Казерте.
Ещё одна мраморная реплика Геркулеса Фарнезского находится в Палаццо Питти во Флоренции. На ней можно прочесть надпись (вероятно, позднейшего происхождения) об авторе оригинала — скульпторе Лисиппе. Известно также, что около 440 г. до н. э. статую Геракла создал Поликлет из Аргоса. В Герейоне на о. Самос рядом с фигурами Зевса и Афины на одном постаменте стояла статуя Геракла. Предполагается, что её фрагмент — голова Геракла, хранящаяся в Британском музее в Лондоне, относится к этой группе.
Другой, близкий тип стоящей фигуры Геракла, правой рукой опирающегося на палицу, а в левой держащего шкуру Немейского льва, восходит к оригиналу скульптора Мирона, созданного им для жителей Мессены в середине V в. до н. э., вероятно, эта статуя и находилась в Герайоне на Самосе. Геракла Мирона многократно повторяли в изображениях на монетах и в небольших статуэтках. Уменьшённая бронзовая реплика, найденная в Фолиньо, имеется в парижском Лувре. Один из вариантов античного воспроизведения статуи Лисиппа экспонируется в Музее Агоры в Афинах.

## Геркулес Фарнезе в истории искусства

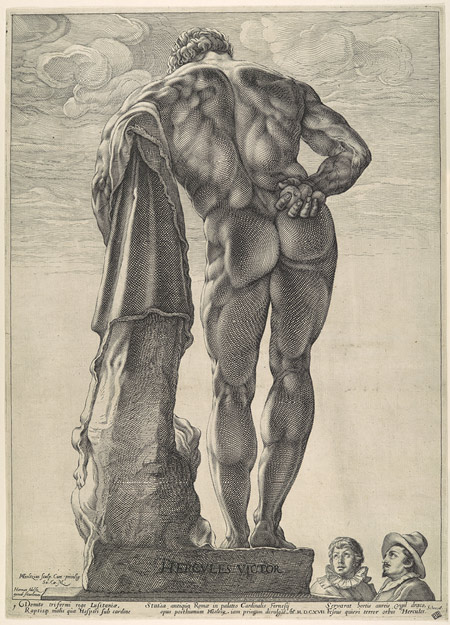
Х. Гольциус. Геркулес Фарнезский. Ок. 1594 г. Гравюра резцом

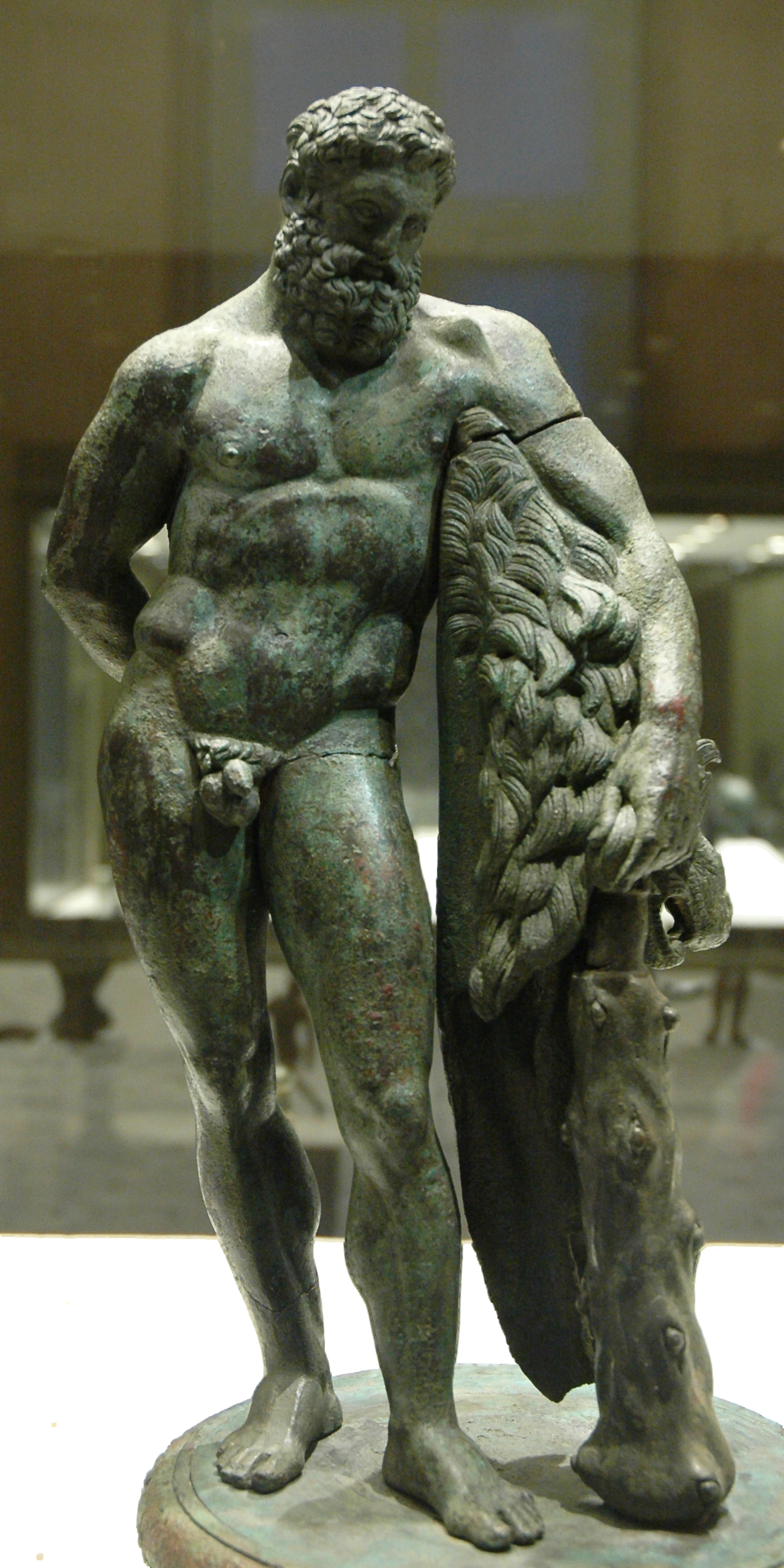
Геркулес из Фолиньо (Италия). III в. до н. э. (?). Бронза. Лувр, Париж

Статуя Геркулеса является одной из самых популярных скульптур в истории искусства, поэтому существует множество её повторений и воспроизведений в пластике, графике и живописи.
В 1591 году, во время путешествия по Италии, голландский художник Хендрик Гольциус сделал зарисовки статуи в Неаполе. Позднее, в 1617 году, Гольциус создал гравюру, изображающую скульптуру в необычном ракурсе — со спины, в которой в собственной оригинальной манере подчеркнул мощную мускулатуру Геракла. Молодой Питер Пауль Рубенс, также путешествуя по Италии, в 1600—1605 годах выполнил зарисовки статуи Геркулеса.
Геркулес является неофициальной эмблемой германского города Касселя. В парке города находится колоссальная статуя «Геркулеса Фарнезского» (1717). Её высота вместе с пирамидальным постаментом 70,5 м (высота фигуры 8,25 м). Это вторая по величине статуя в мире после Статуи Свободы в Нью-Йорке.
Во Франции, во дворце Во-ле-Виконт позолоченная бронзовая копия статуи замыкает перспективу дворцового парка. В «Парке Фаворита» в Палермо есть «Фонтан Геркулеса» (Fontana d Ercole) — на высокой дорической колонне в центре фонтана установлена уменьшённая копия Геркулеса Фарнезе.
В XVII и XVIII веках реплики статуи Геркулеса Фарнезского украшали собой парки сады многих городов и стран Европы. Оригинальная реплика скульптуры, выполненная из свинца в первой половине XVIII века установлена в Саду Геркулеса в замке Блэр, Перт и Кинросс, Шотландия.
Мраморное уменьшённое повторение Геркулеса Фарнезского, выполненное неизвестным итальянским скульптором XVIII века, находится в Государственном Эрмитаже в Санкт-Петербурге.
В 1784—1787 годах по проекту шотландского архитектора Чарлза Камерона в Екатерининском парке Царского Села в 23 км к югу от Санкт-Петербурга для императрицы Екатерины II была построена Камеронова галерея — выдающийся памятник архитектуры екатерининского классицизма. На пилонах лестницы галереи в 1787—1788 годах установили бронзовые реплики статуй Геркулеса и Флоры Фарнезских. Отливки выполнены в литейной мастерской Императорской Академии художеств в Санкт-Петербурге по моделям скульптора Ф. Г. Гордеева. Русский скульптор использовал гипсовые формы, доставленные вместе с другими в Академию из Италии в 1769 году, но несколько изменил трактовку фигур.
После восшествия на престол императора Павла Петровича, ненавидевшего свою мать и стремившегося уничтожить всё, что она сделала, фигуры Геркулеса и Флоры в 1798 году были сняты с постаментов и вывезены в Петербург. Их установили на пилонах северного фасада Михайловского замка. При императоре Александре I, в 1808 году скульптуры вернули на место.
Во время Великой Отечественной войны статуи были вывезены в Германию и, вероятно, были предназначены к переплавке. Осенью 1947 года выдающийся музеолог и историк искусства А. М. Кучумов обнаружил их во дворе медеплавильного завода города Галле. В декабре 1947 года скульптуры вернули на свои исторические места у Камероновой галереи. В 2019—2020 годах впервые за 70 лет на протяжении девяти месяцев велась реставрация фигур.
Перед Михайловским замком долгое время стояли копии знаменитых скульптур из цемента. В 1997 году во время реставрационных работ в здании замка их заменили новыми бронзовыми отливками.
Итальянский скульптор Паоло Трискорни, много лет работавший в Санкт-Петербурге, создал две уменьшённые реплики статуй Геркулеса и Флоры Фарнезских. Они находились в Таврическом дворце. В 1833 году из Таврического дворца их перевезли и установили по проекту архитектора Л. И. Шарлеманя на Адмиралтейском бульваре перед зданием Главного Адмиралтейства. В 1872—1874 годах перед Адмиралтейством был разбит сад, названный Александровским в честь императора Александра ΙΙ. Статуи оказались в саду. Обращённые друг к другу, они замкнули собой перспективу начала и конца парковой аллеи. В 2012—2014 годах была проведена полная реставрация скульптур.